# Pelecynthis racemosa
Pelecynthis racemosa là một loài thực vật có hoa trong họ Đậu. Loài này được (Eckl. & Zeyh.) Walp. mô tả khoa học đầu tiên năm 1842.